# لوند کاکل‌سیاه
لوند کاکل‌سیاه (نام علمی: Lophornis helenae) نام یک گونه از سرده لوندها است.